# Cadillac Model Thirty
 La Model Thirty è un'autovettura prodotta dalla Cadillac dal 1909 al 1914. Dal 1912 fu eliminato "Thirty" dal nome e la vettura, dall'anno in oggetto in poi, fu denominata semplicemente "Cadillac". È stato il primo modello lussuoso prodotto dalla Cadillac.

## Storia
Il modello è stato presentato al pubblico nel dicembre del 1908. Era basato sulla Model G ed era dotato di un motore a quattro cilindri. Con la Model Thirty, la Cadillac interruppe la produzione di vetture con motore monocilindrico. Durante gli anni in cui fu prodotta, la vettura ebbe installato motori diversi. Anche le dimensioni variarono durante gli anni. Sia le dimensioni che la cilindrata del motore aumentarono con il passare degli anni.
Inizialmente la vettura fu offerta in versione torpedo e roadster. Nella primavera del 1910 furono aggiunti all'offerta le versioni berlina e coupé. Su questo modello, nel 1912, fu introdotto per la prima volta al mondo l'avviamento elettrico.

## Caratteristiche
| Dati Cadillac Model Thirty (1909–1914) |                  |              |            |                |           |               |           |
| Anno                                   | Cilindrata (cm³) | Potenza (PS) | Passo (mm) | Lunghezza (mm) | Peso (kg) | Prezzo (US-$) | Esemplari |
| 1909                                   | 3.707            | 30           | 2.692      | non nota       | non noto  | 1400          | 5.903     |
| 1910                                   | 4.186            | 33           | 2.794      | non nota       | non noto  | 1600–3000     | 8.008     |
| 1911                                   | 4.692            | 32,4         | 2.946      | non nota       | non noto  | 1700–3000     | 10.019    |
| 1912                                   | 4.692            | 40           | 2.946      | non nota       | non noto  | 1800–3250     | 13.995    |
| 1913                                   | 5.995            | 40–50        | 3.048      | non nota       | non noto  | 1.975-3.250   | 15.018    |
| 1914                                   | 5.995            | 40–50        | 3.048      | non nota       | non noto  | 1.975-3.250   | 14.003    |